# 321 Florentina
321 Florentina este un asteroid din centura principală, descoperit pe 15 octombrie 1891, de Johann Palisa.